# Мавзолей Фатіми аль-Маасуми

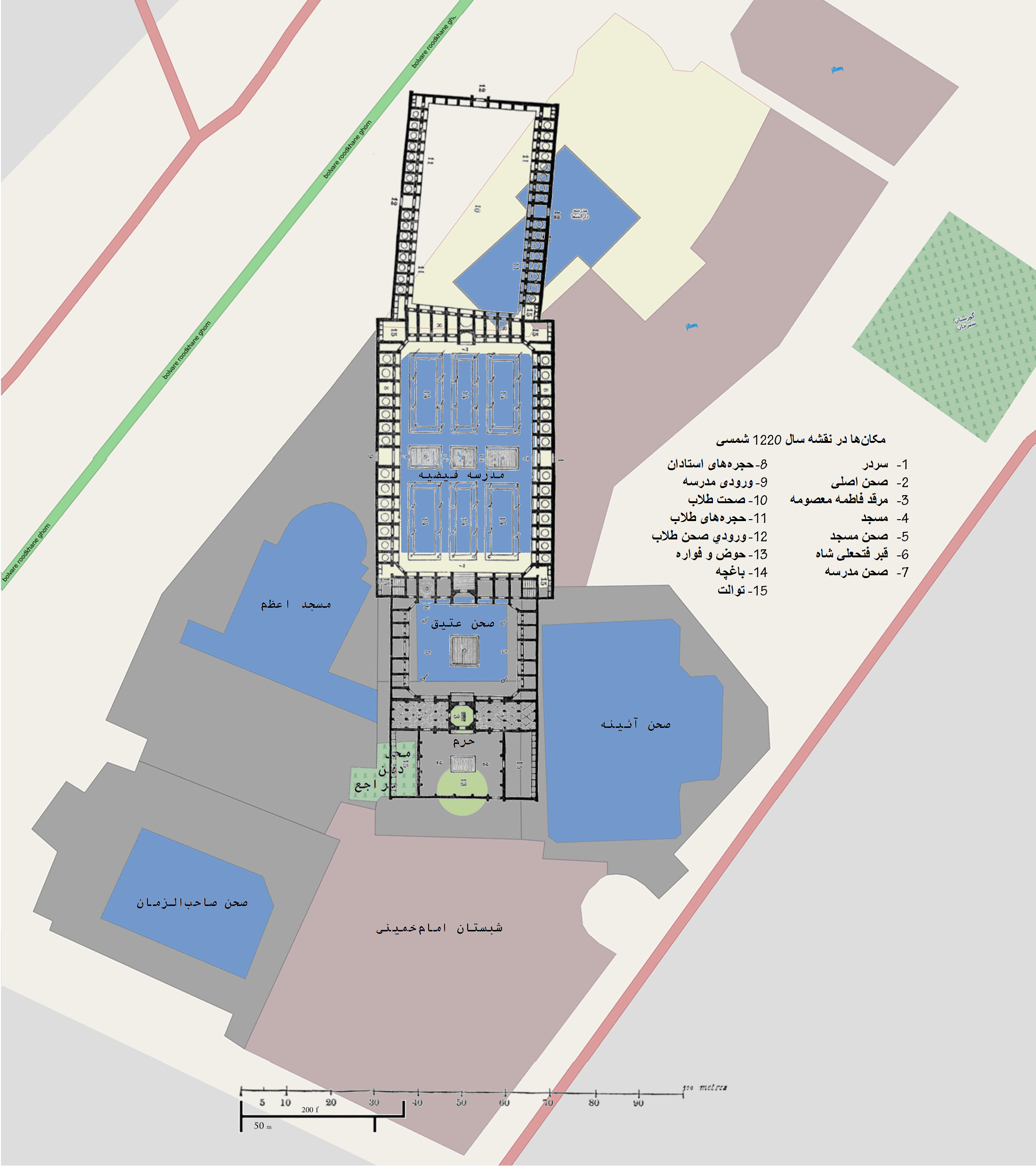

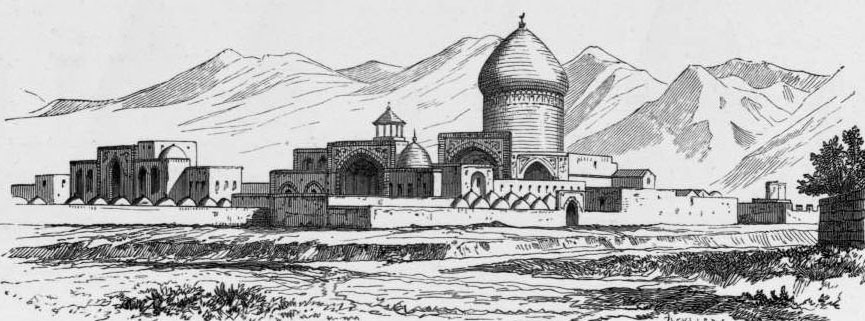

Мавзолей Фатіми аль-Маасуми (перс. حرم فاتمه معصومه, Heram-e Fateme Masume) — знаходиться в іранському місті Кум, яке мусульмани-шиїти вважають другим священним містом після Мешхеда в Ірані. Мавзолей є місцем паломництва для послідовників шиїзму. Похована в ньому Фатіма аль-Маасума (безневинна, непорочна — перс.) була дочкою Муси аль-Казіма (сьомого шиїтського імама). Мавзолей являє собою важливий об'єкт культурної спадщини Ірану і значиму пам'ятку іранської архітектури.

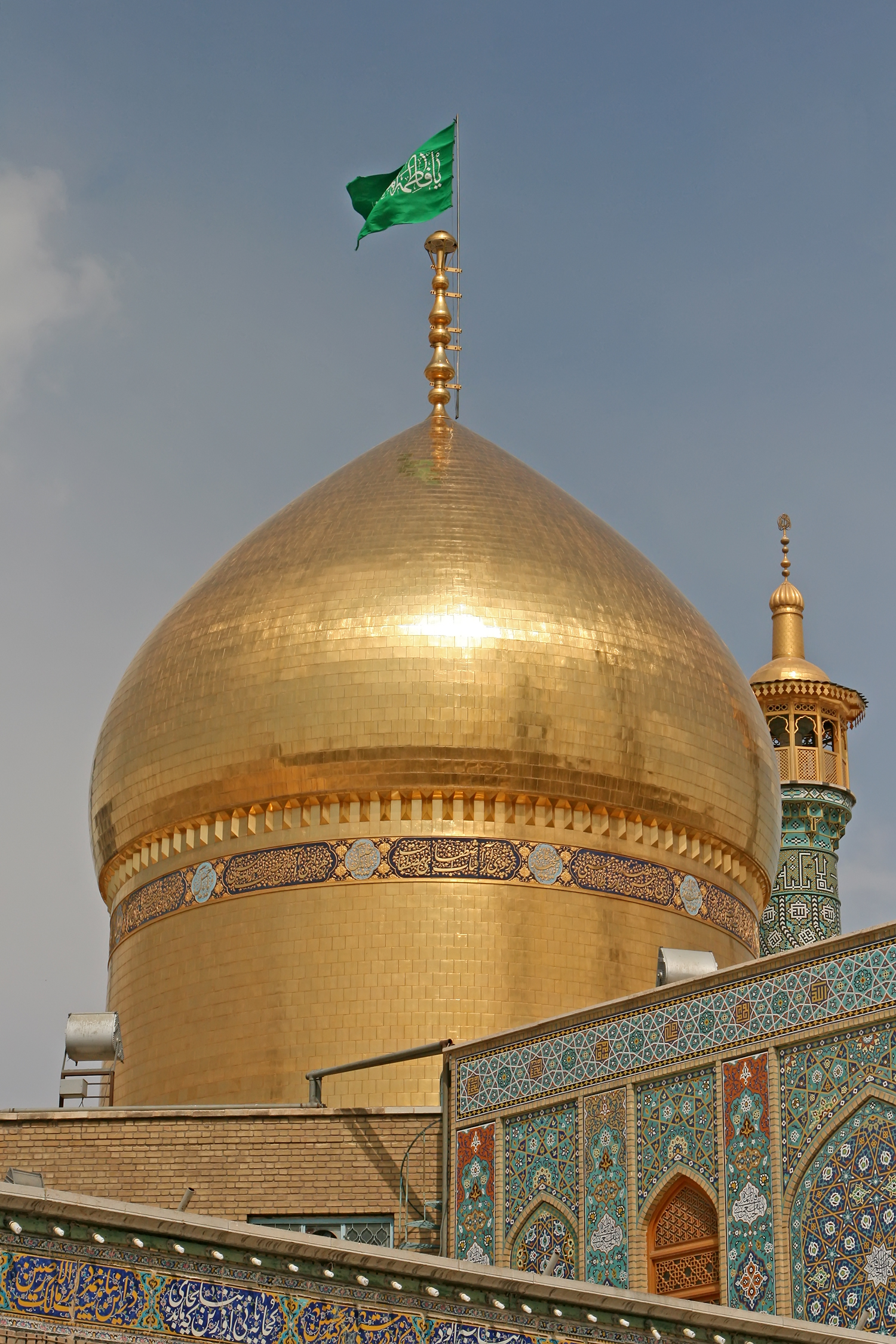
Золотий купол над мавзолеєм

Розміри всього мавзолейного комплексу: висота — 20 метрів, довжина — 95 метрів, ширина — 20 метрів. Будинки покриті витонченою мозаїкою початку XIII століття.

## Гробниця Фатіми аль-Маасуми
Вигляд гробниці Фатіми аль-Маасуми протягом різних періодів іранської історії змінювався. Спочатку на місці поховання розташовувався бамбуковий намет. А гробниця, яку оточують стіни висотою 2 метри, була побудована 950 року. 1226 року до облицювання святині залучили найкращого кумського майстра-плиточника Мохамада Бен Алі Тахера. Майстер робив свою роботу протягом восьми років. І 1234 року плитка була готова і прикрасила мавзолей.
1566 року при шаху Тахмасбі з династії Сефевідів чотири сторони гробниці, орнаментованої цеглою, були прикрашені плиткою семи кольорів, а також мозаїчними написами. З одного боку був отвір, через який можна було бачити гробницю, а також через нього паломники могли висловлювати свої побажання.
1821 року Фатх Алі-шах наказав для міцності покрити святиню сріблом.
Довгий час гробниця змінювалася, поки 1989 року не були додані художні прикраси. А 2001 року було проведено нову реконструкцію. Срібло, яке покриває гробницю замінили з девяностодвохвідсоткового на стовідсоткове. Також було додано срібні решітки. Майстри з Ісфагана прикрасили дерев'яні колони чеканкою.
1998 року мавзолей був реконструйований, а внутрішні стіни були прикрашені зеленим мармуром. Навколо мавзолею розташовуються двори і галереї. Будівля на південь від гробниці називається «жіночий двір». У даний час в ньому знаходиться музей.

## Золотий купол Мавзолею Фатіми аль-Маасуми
Під час правління Фатх Алі-Шаха в 1839 було побудовано знаменитий позолочений купол мавзолею. 2001 року було проведено капітальний ремонт будівлі і реконструкцію купола.

## Державні діячі, поховані в Мавзолеї Фатіми аль-Маасуми
У мавзолеїє поховані кілька шахів династії Сефевідів і двоє з династії Каджарів, а також інші політичні і релігійні діячі Ірану.

### Шахи династії Сефевідів
• Сефі I • Аббас II • Солейман Сефі • Солтан Хусейн I

### Шахи династії Каджарів
• Фатх Алі-шах • Мохаммед Шах Каджар

### Інші державні діячі каджарського періоду
• Махад Алія • Манучехр Матемад Алдуле • Мустафі аль-Мамалек • Камран Мірза

### Релігійні діячі
З відомих релігійних діячів у Мавзолеї Фатіми аль-Маасуми поховані: Хосейн Боруджерді, Мохаммад Монтазері та інші.

## Галерея

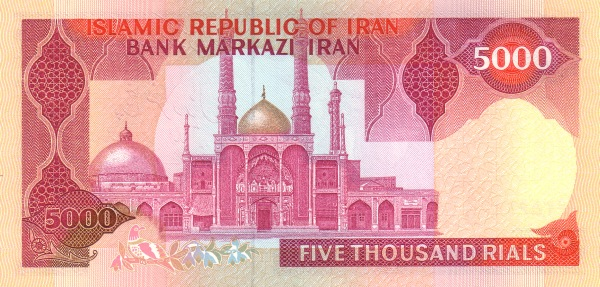

Мавзолей Фатіми аль-Маасуме, Кум
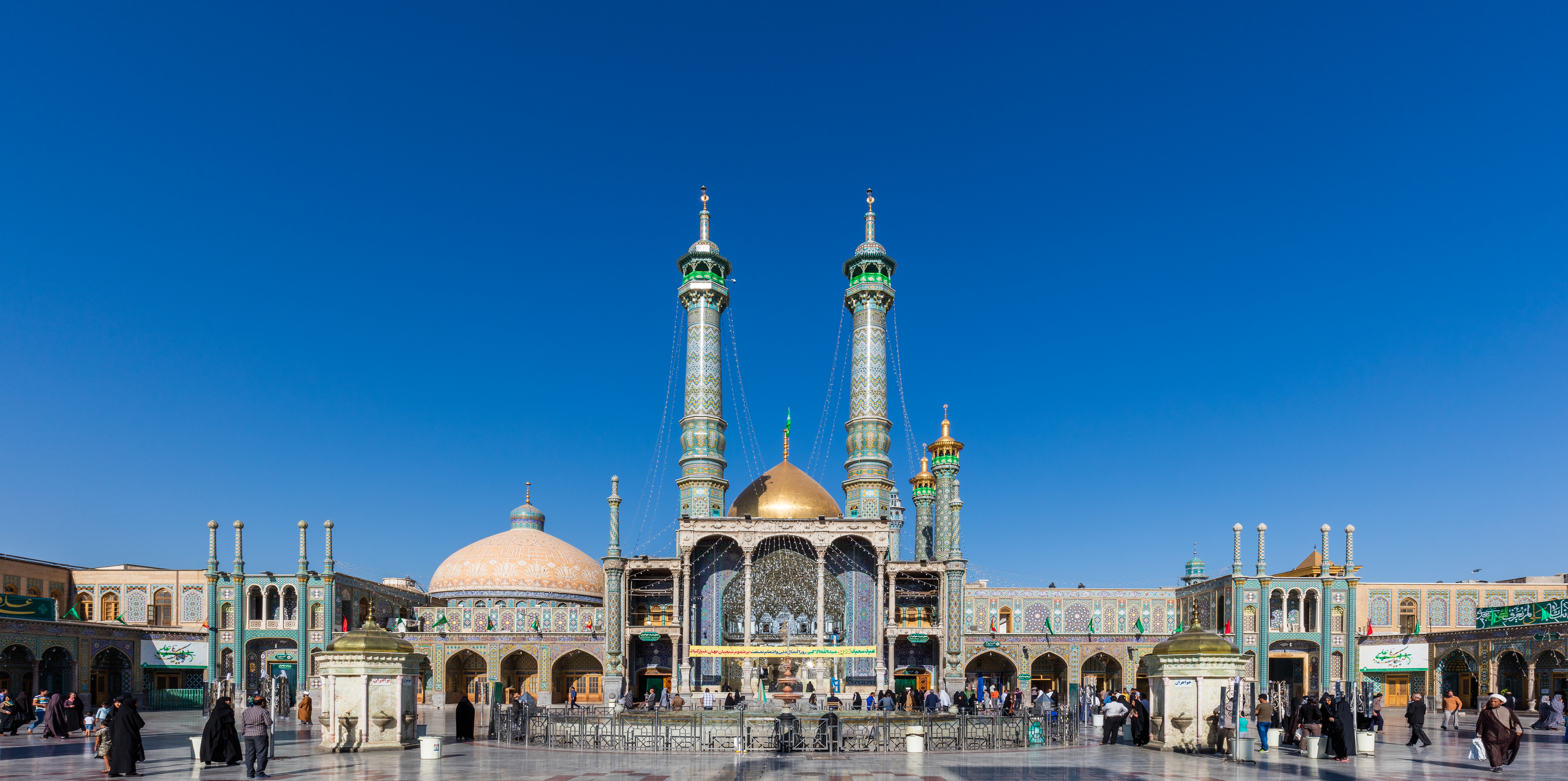
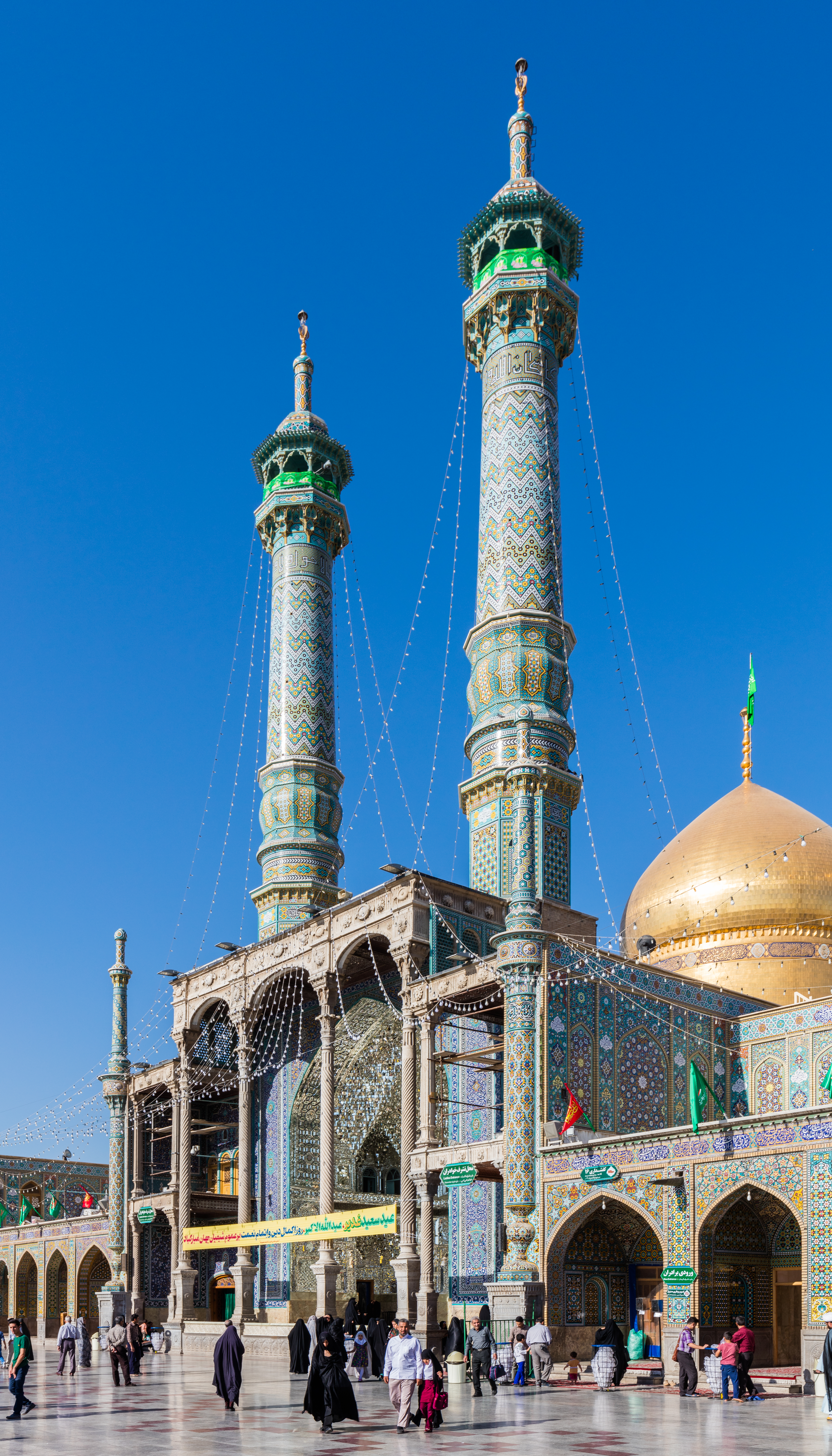
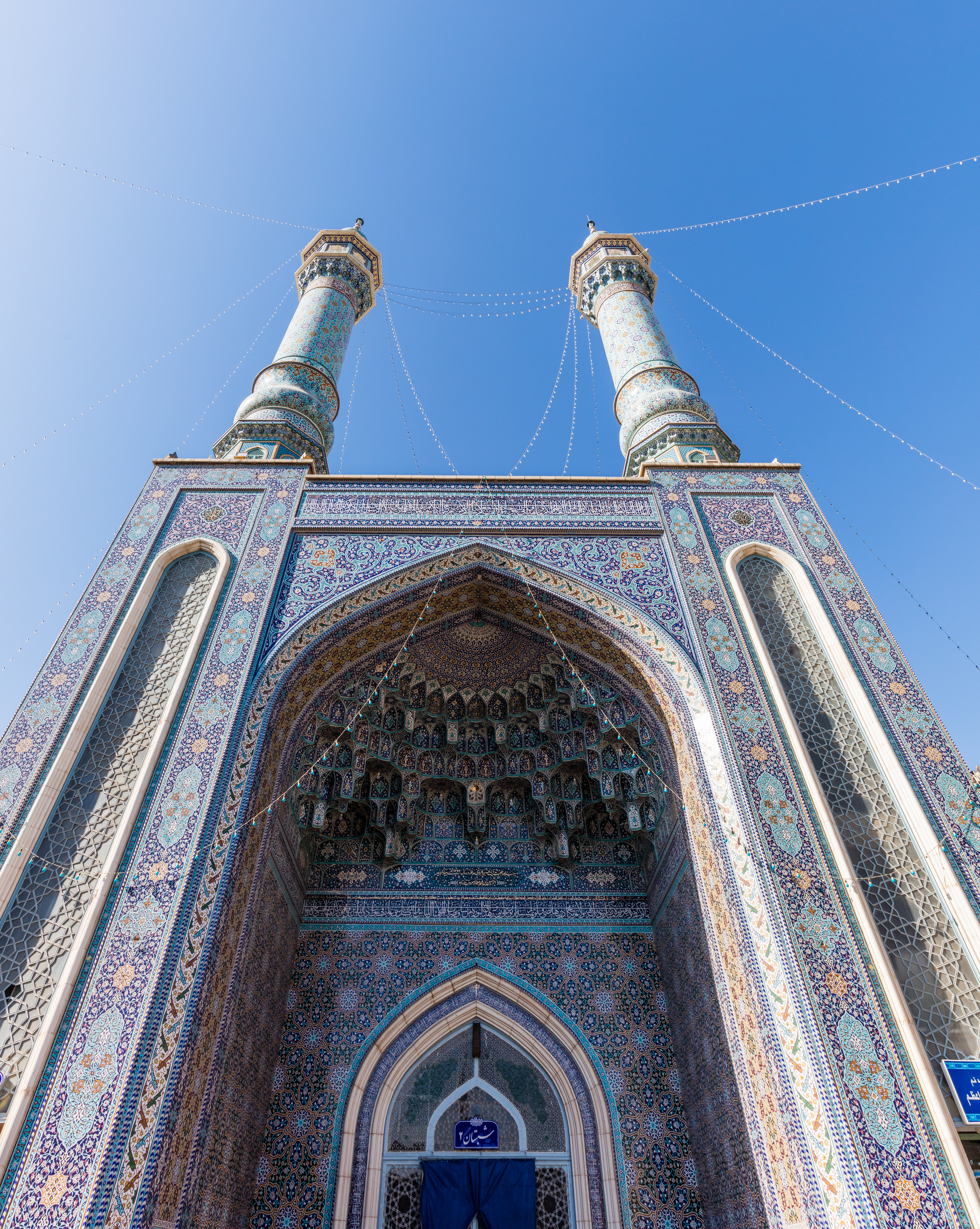
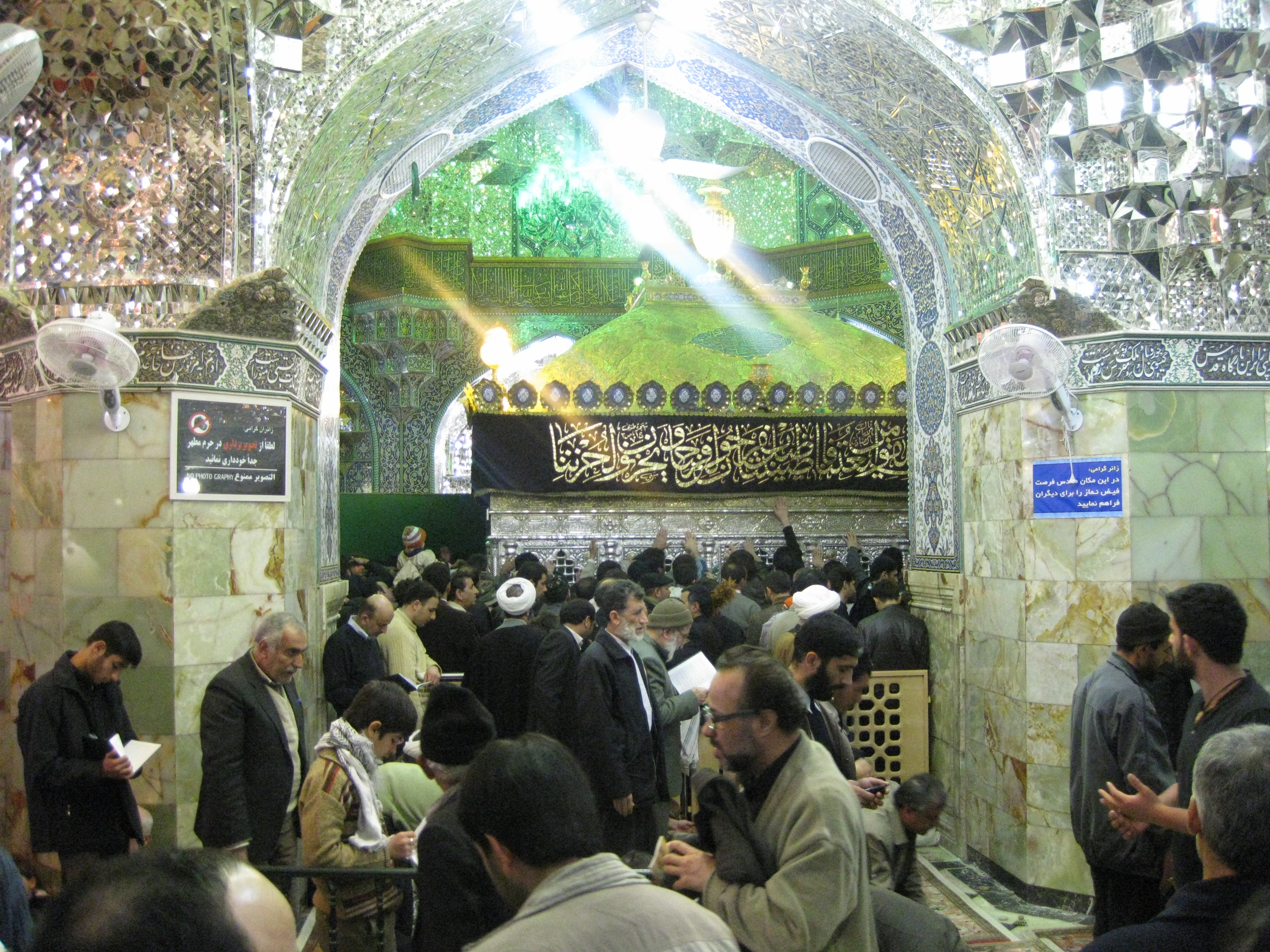
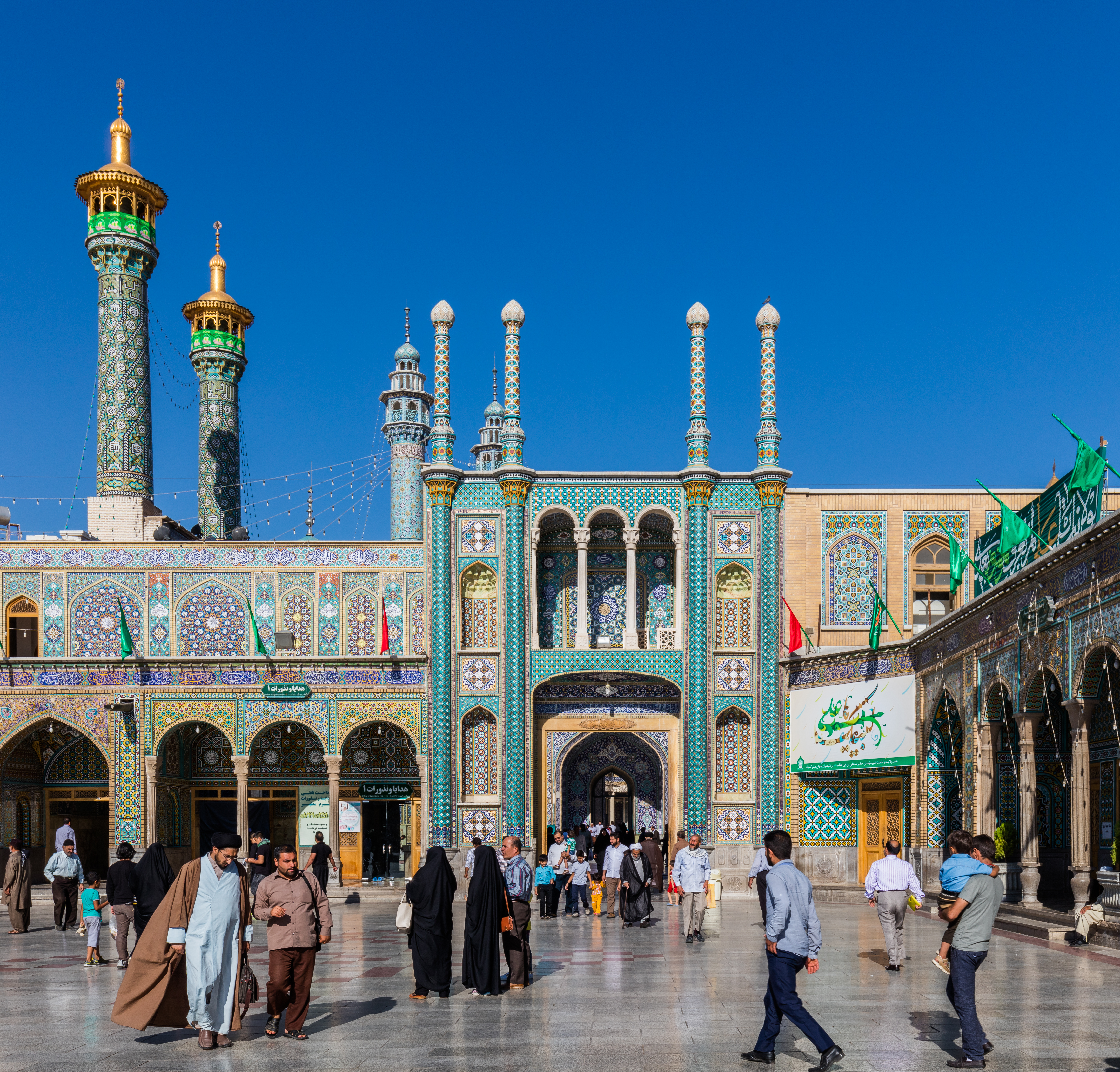
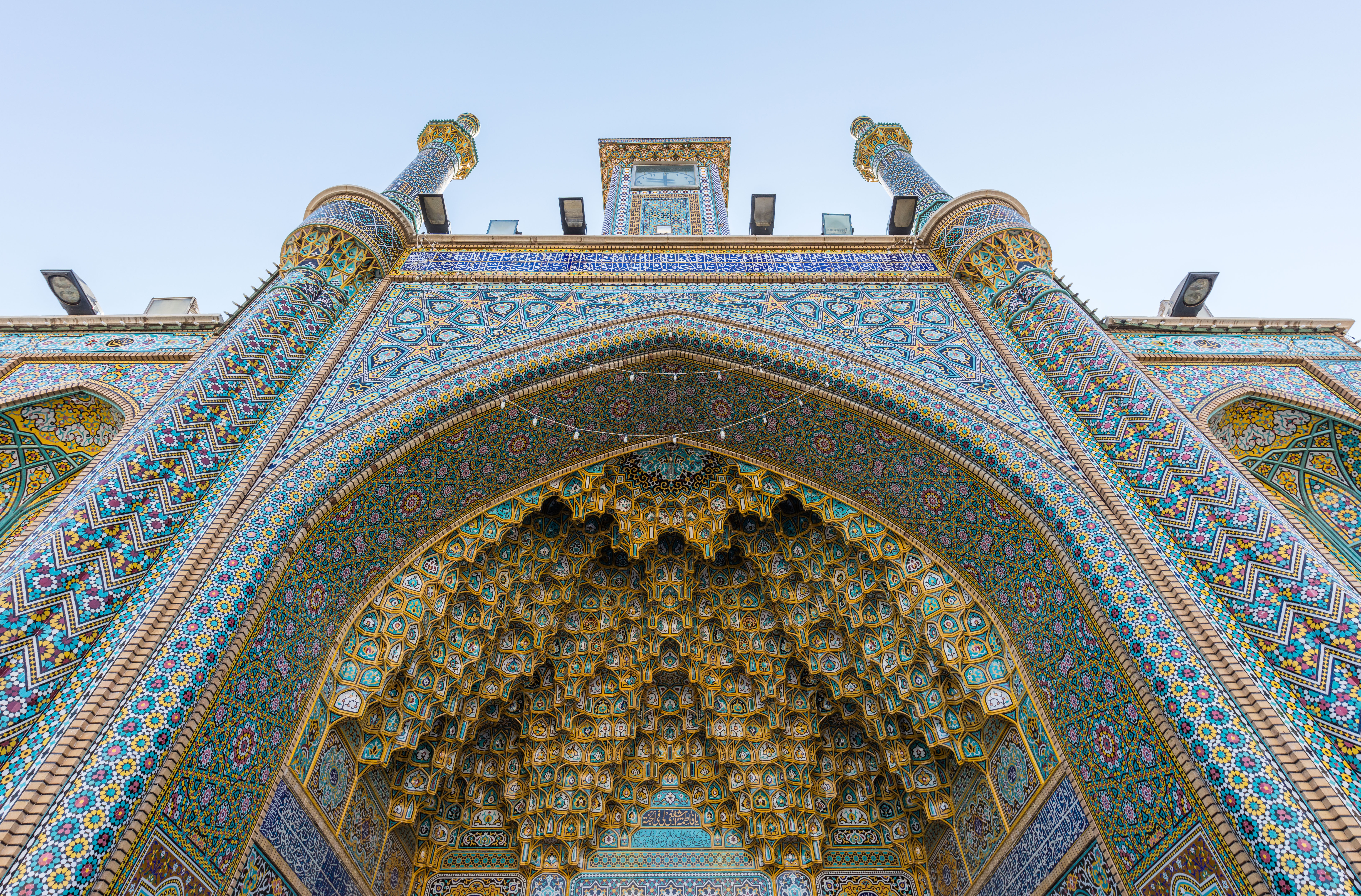
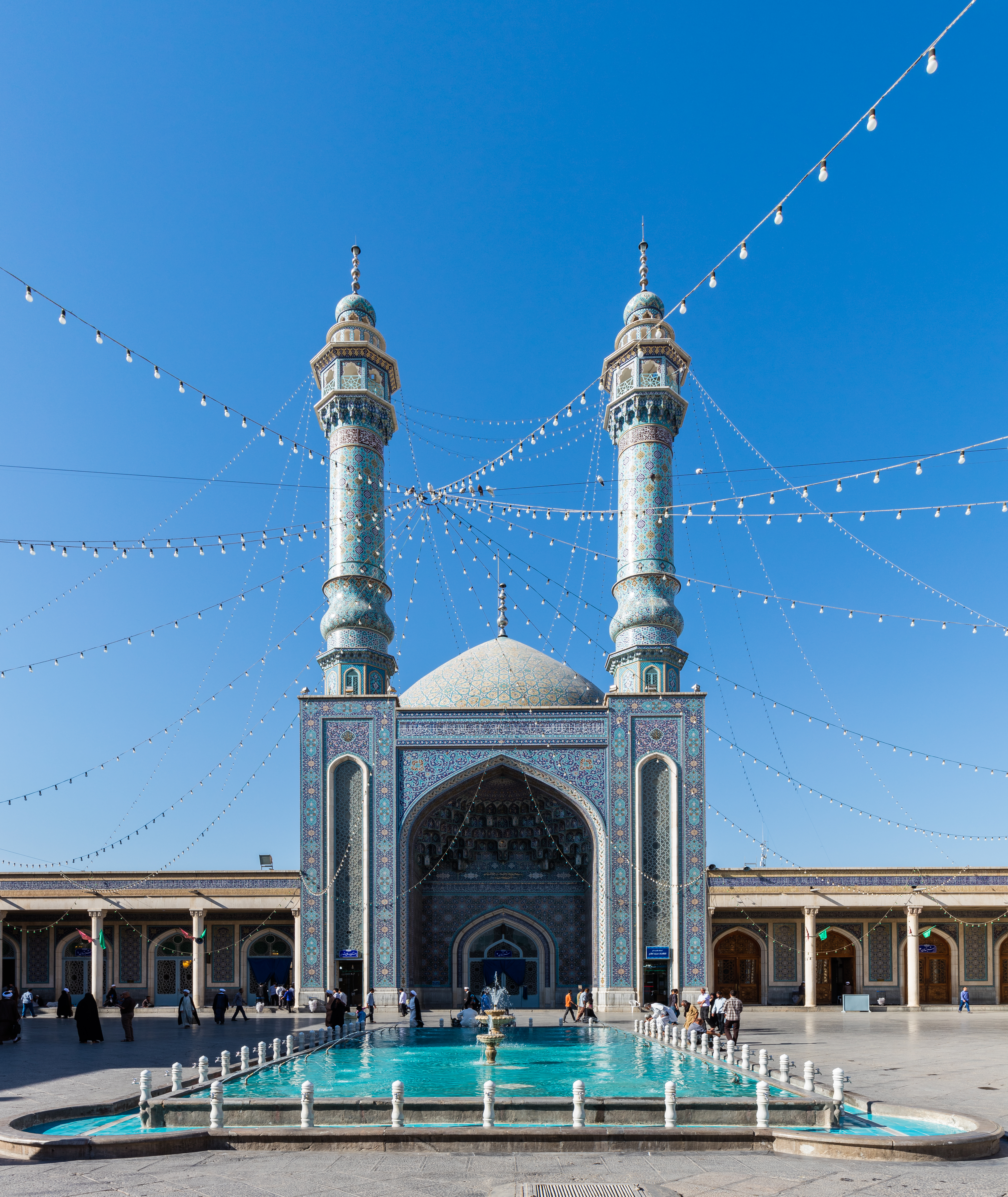
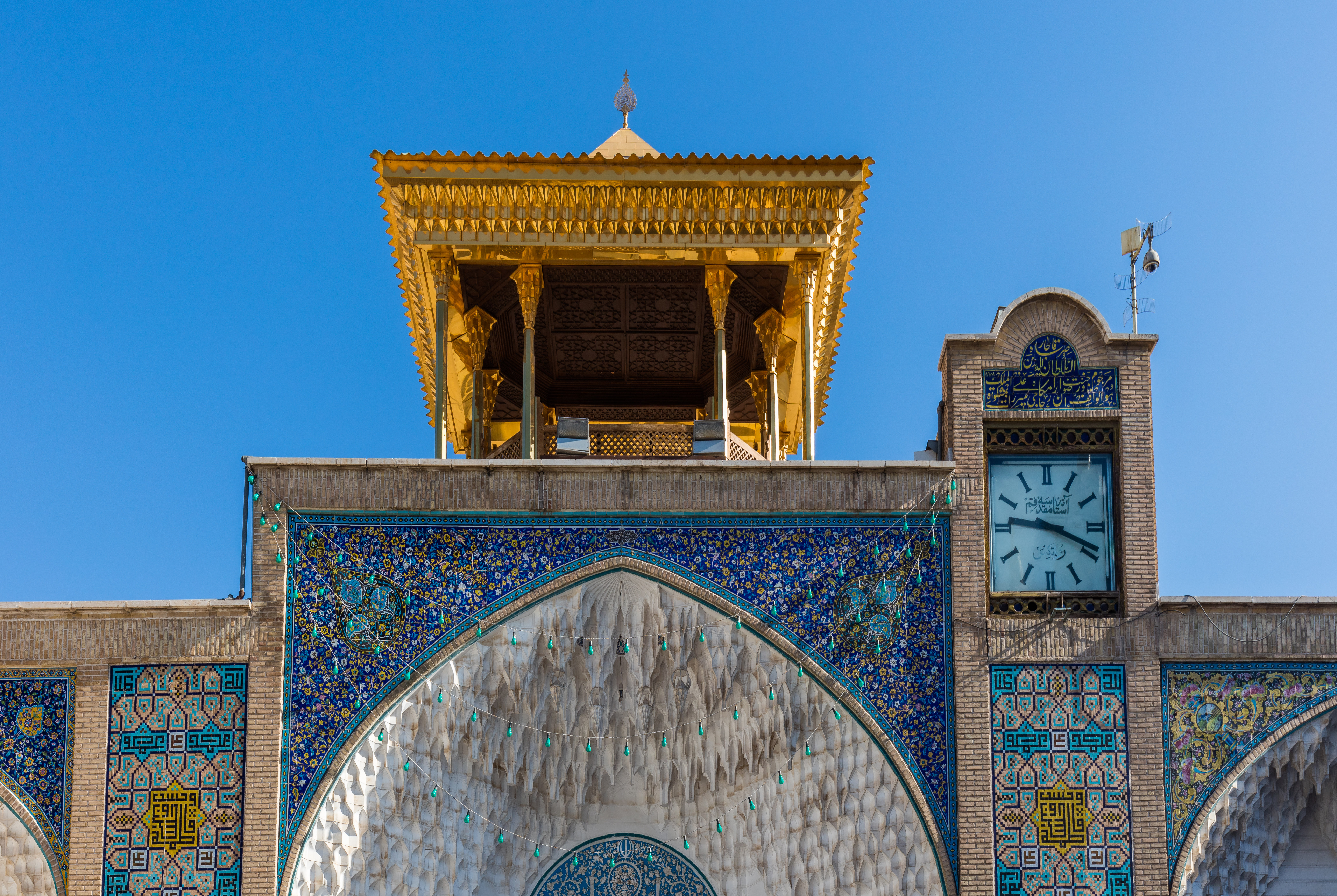
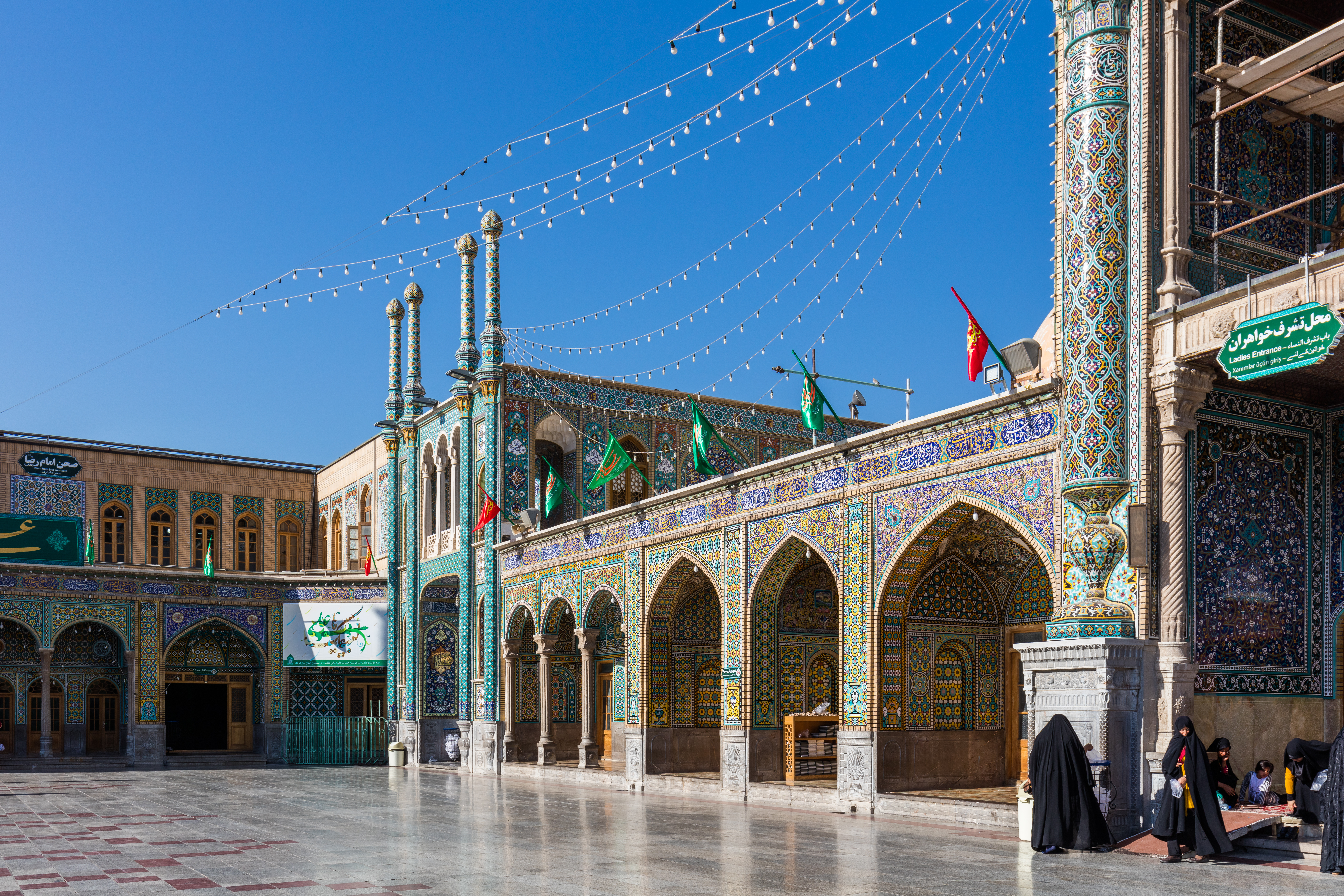
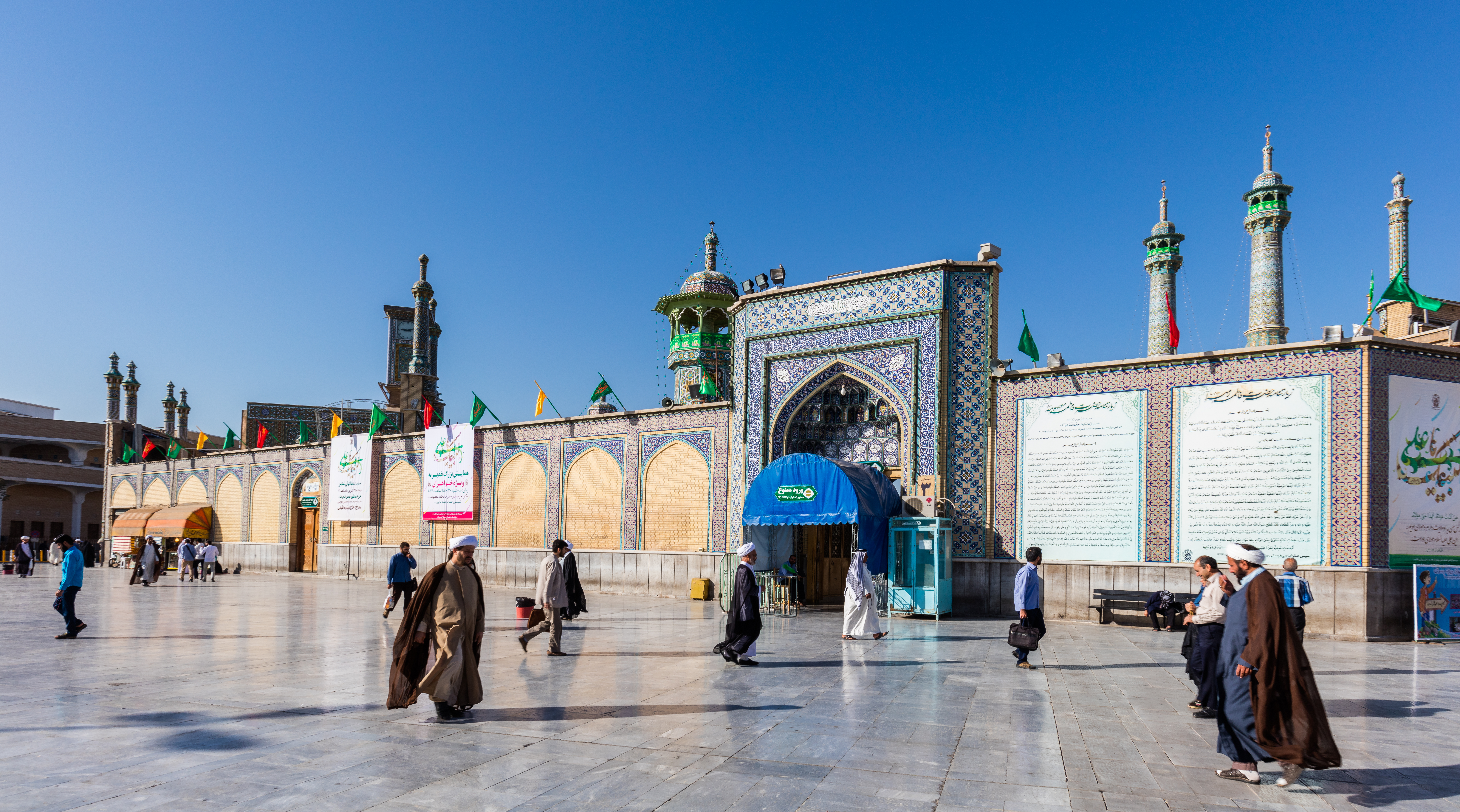